# Пентакарбонилхромат натрия
Пентакарбонилхромат натрия — карбонильный комплекс хрома и натрия с формулой Na2[Cr(CO)5], .

## Получение
- Реакция гексакарбонил хрома и натрия в жидком аммиаке:

{\displaystyle {\mathsf {2Na+Cr(CO)_{6}\ {\xrightarrow {-33^{o}C}}\ Na_{2}[Cr(CO)_{5}]+CO\uparrow }}}

## Химические свойства
Пентакарбонилхромат натрия образует жёлтые пирофорные кристаллы, устойчивые в сухой инертной атмосфере.
Растворяется в тетрагидрофуране.